# Architettura francese

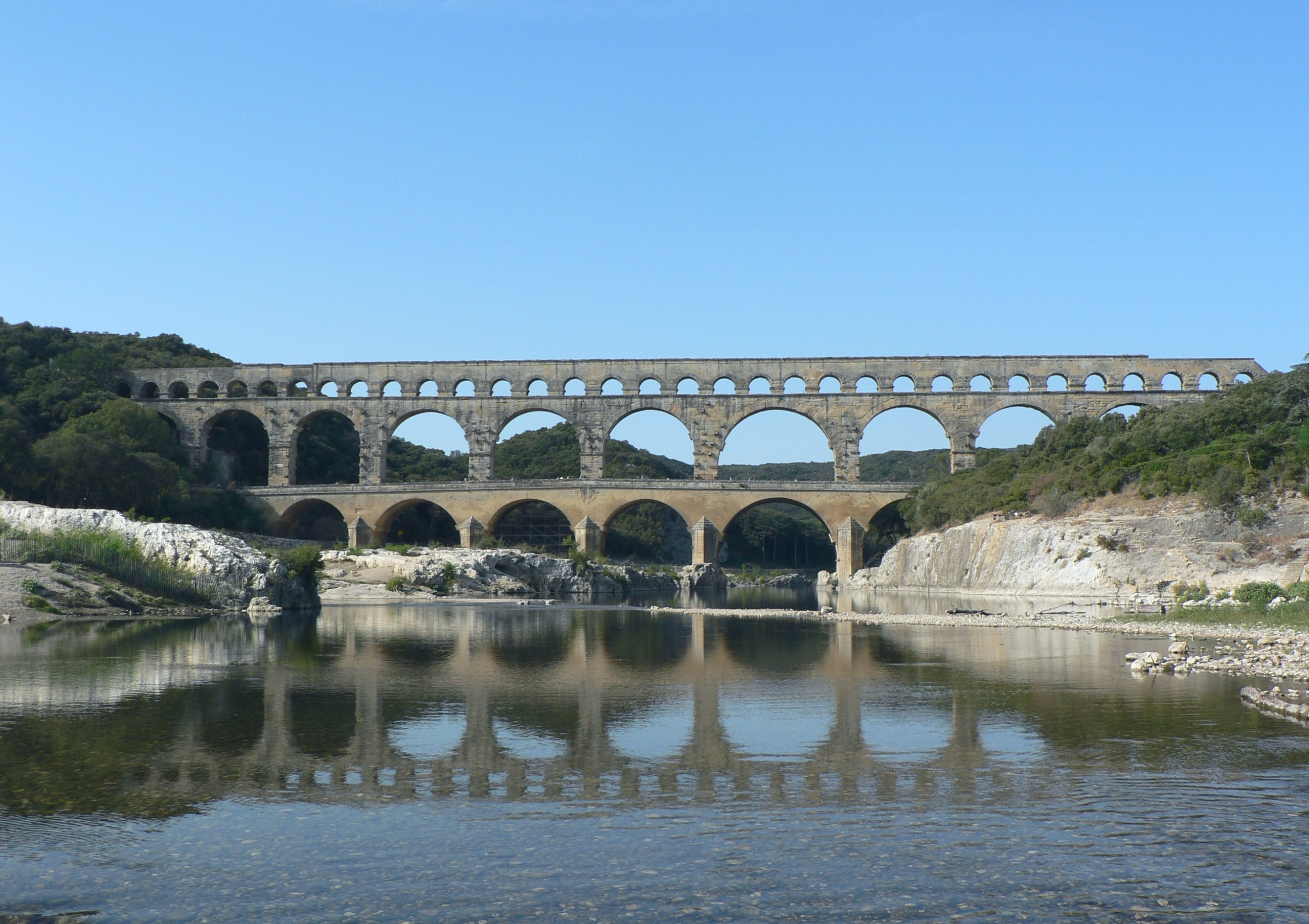
Ponte del Gard, Remoulins

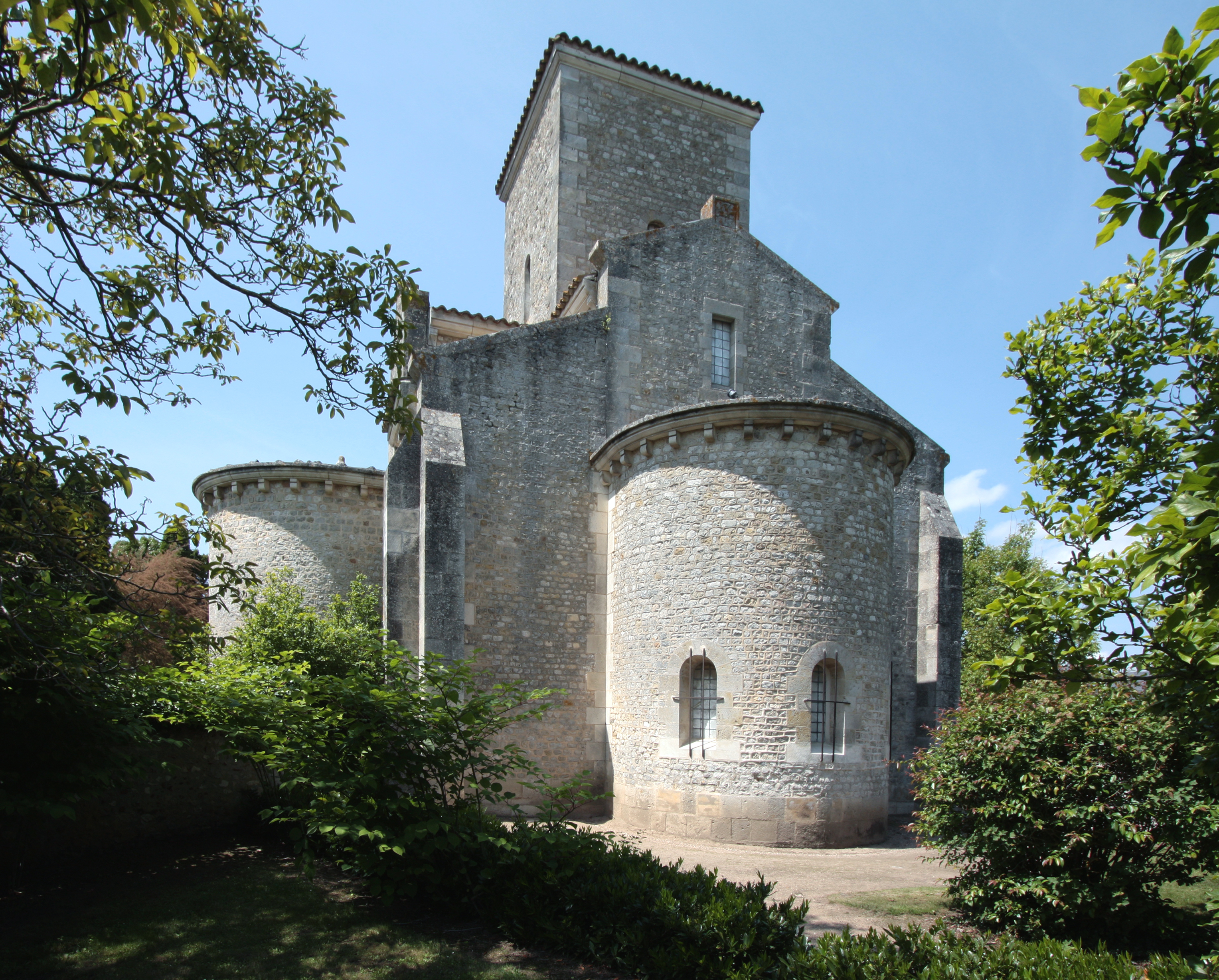
Oratorio di Germigny-des-Prés

L'architettura francese fu inizialmente influenzata da quella romana, quando, con la conquista della Gallia da parte di Giulio Cesare, fu dato avvio alla costruzione di colonie di veterani, ben presto divenute vere e proprie città come nel caso di Lione, già Lugdunum.
Il grande livello raggiunto dall'architettura dell'epoca è ancor oggi testimoniato da alcune imponenti costruzioni come il Ponte del Gard (19 a.C. circa), la coeva Maison Carrée e l'Arena di Nîmes.

## Architettura paleocristiana e proto-medievale
I primi edifici cristiani della Francia presentano caratteristiche analoghe alle chiese e ai battisteri italiani.
Gli schemi sono ancora ricondubicibili ai modelli romani, come nel caso del battistero a pianta ottagonale di Fréjus.
Costruzioni più interessanti risalgono al periodo merovingio. Il Battistero di San Giovanni a Poitiers ha un fronte tardoromano e insolite finestre triangolari e semicircolari.
Quindi, a Tours e Clermont-Ferrand sorsero chiese assai vicine agli schemi paleocristiani italiani, con piante articolate per mezzo di colonne e concluse da absidi. Questi complessi furono probabilmente continuati in età carolingia, ma non restano elementi significativi.
Influenze bizantine si manifestano nell'oratorio di Germigny-des-Prés, caratterizzato da una pianta a croce greca verosimilmente introdotta dalla Spagna.
Assai rilevante è la chiesa abbaziale di Centula (Abbazia di Saint-Riquier), che fu innalzata tra il 790 ed il 799. L'impianto è stato stravolto da successive trasformazioni, ma l'edificio originario era costituito da un corpo basilicale a tre navate con un presbiterio quadrato delimitato da un'abside. Lungo la navata, in prossimità dell'ingresso e dello stesso presbiterio, si inserivano due transetti; entrambi erano affiancati da torri circolari ed erano chiusi da una copertura conica e da una lanterna. Particolarità della chiesa era la presenza di un westwerk che affiancava il primo transetto. Il risultato sarà assunto a modello per numerose cattedrali romaniche tedesche.

## Architettura romanica

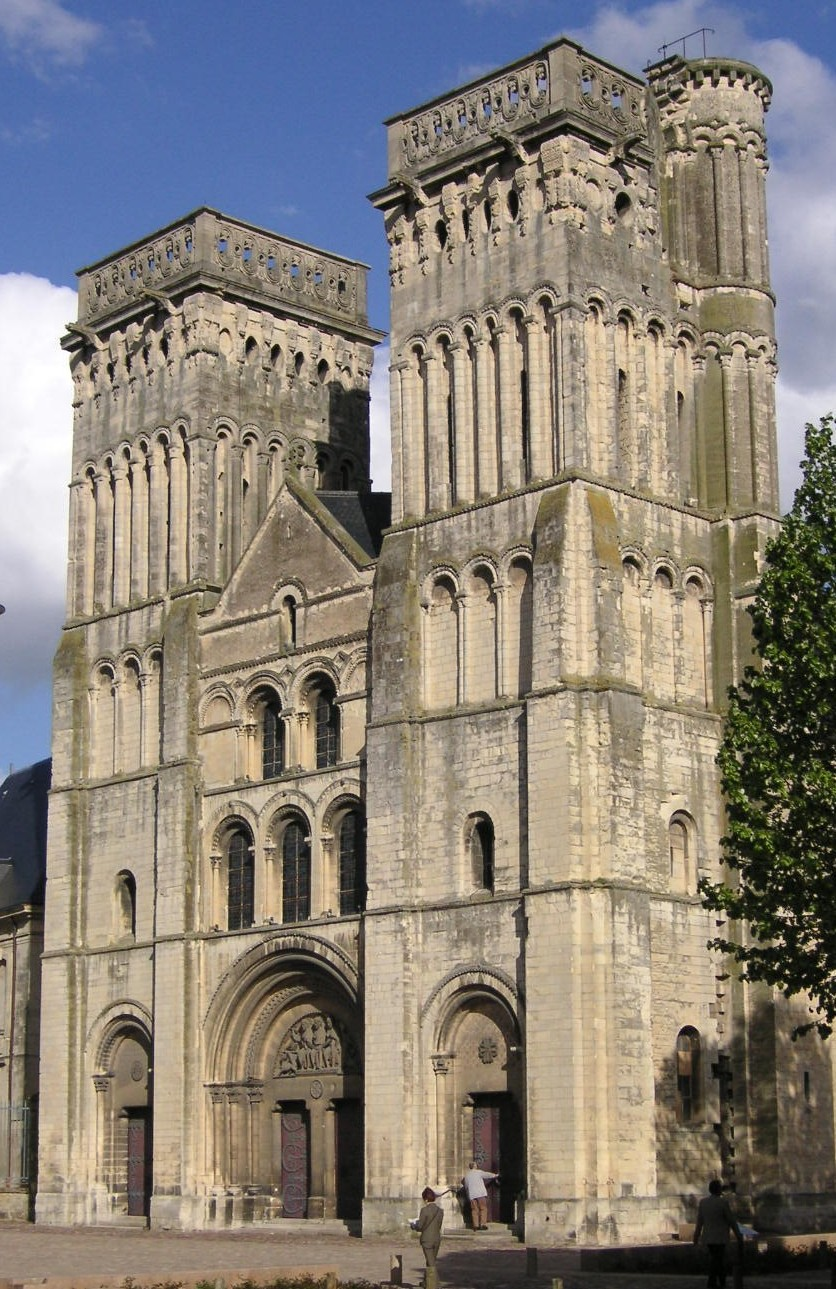
Chiesa della Trinità, Caen

Lo stile romanico si sviluppò intorno al X secolo quando furono introdotte due nuove tipologie di piante.
Una derivò dal secondo edificio dell'Abbazia di Cluny (Cluny II, consacrato nel 981), con navate dotate di coro multiplo presso l'abside est e cappelle absidali lungo il lato est del transetto.
In alternativa a questa pianta si diffuse quella con deambulatorio e cerchia di cappelle, un cui esempio precoce è la chiesa abbaziale di San Filiberto, a Tournus. Questa tipologia si diffuse in diversi edifici francesi sorti sulla scia della basilica di San Martino, a Tours; un esempio importante si ritrova anche a Tolosa, nella basilica di Saint-Sernin.
Le grandi chiese costruite prima dello scorcio dell'XI secolo presentavano inizialmente soffitti lignei (Abbazia di Saint-Remi a Reims, chiesa della Trinità e chiesa di Santo Stefano a Caen).
Al fine di proteggere la struttura da eventuali incendi e di creare un'unità spaziale tra le pareti ed il soffitto furono pertanto introdotte volte a botte, già impiegate nella citata chiesa di Tournus.
La ricostruzione dell'Abbazia di Cluny (Cluny III, 1088) rappresentò un momento significativo dell'architettura francese. Caratterizzata da dimensioni colossali, questa chiesa era dotata di nartece ed aveva ben cinque navate, un coro allungato con deambulatorio e cappelle radiali, un doppio transetto e cinque torri. In alzato le pareti erano dotate di triforio cieco, mentre le volte a botte erano a sesto acuto.
Questo modello fu usato in molti edifici sacri, come la cattedrale di Saint-Lazare a Autun.
Diversamente, la basilica di Vézelay è riconducibile a modelli reniani, perché ha volte a crociera anziché a botte ed è priva di triforio e galleria.
Sensibili furono le varianti regionali. In Alvernia furono costruite volte particolarmente robuste, realizzate grazie all'uso di pietra vulcanica; nel Poitou prevalsero le proporzioni snelle e strette; in Provenza solitamente le chiese non presentano navatelle.
Tuttavia, in Normandia l'impiego di grandi volte si registra con un certo ritardo, mentre in Angoumois e in Périgord si diffusero schemi ispirati all'architettura veneziana e bizantina.

## Architettura gotica

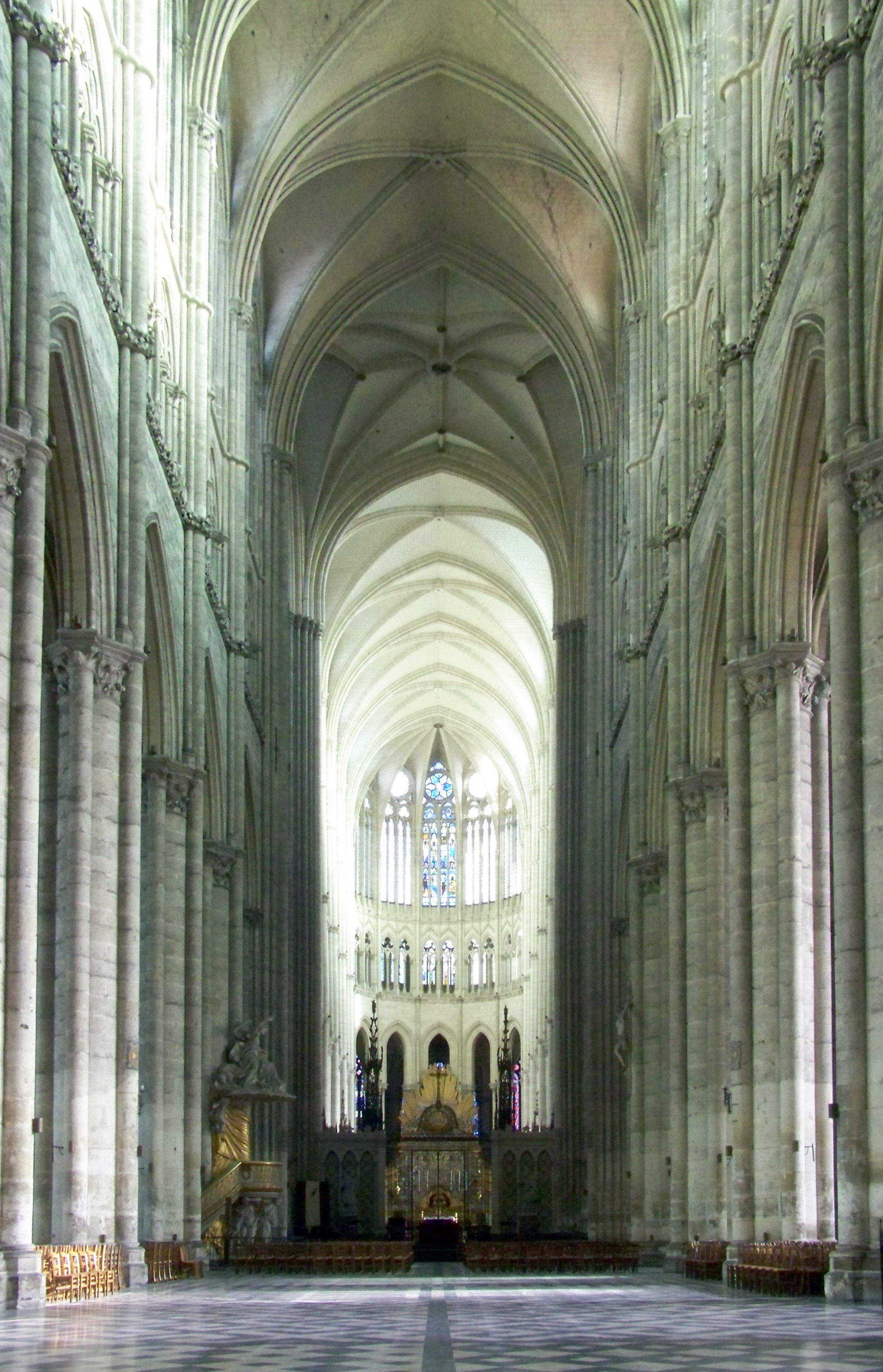
Cattedrale di Notre-Dame, Amiens

L'architettura gotica si sviluppò in Francia con la costruzione della chiesa di Saint-Denis e della cattedrale di Sens intorno al 1140.
Si caratterizzò per l'impiego di archi a sesto acuto e volte a costoloni che permisero la concezione di vertiginose strutture verticali.
St-Denis presenta un deambulatorio e cappelle radiali molto vicine tra loro; in facciata, come a Sens, si innalzano due torri campanarie, derivate dall'architettura normanna.
A questi edifici fecero seguito le cattedrali protogotiche di Noyon, Laon (dove forse furono sperimentati per la prima volta gli archi rampanti) e Parigi.
Il passaggio al Gotico classico avvenne nella prima metà del XIII secolo, quando fu riedificata la cattedrale di Chartres (1194-1230). Rispetto alle chiese precedenti, a Chartres le tribune o matronei furono sostituiti dal solo triforio al fine di snellire la massa muraria e lasciare maggior spazio proprio alle superfici vetrate.
Analoghe architetture sorsero ad Amiens e a Reims. Qui le navate raggiungono rispettivamente i 38 ed i 42 metri, con un rapporto tra altezza e larghezza superiore agli edifici precedenti: ad Amiens è 3:1, a Parigi 2,75:1, a Chartres 2,6:1. La cattedrale di Saint-Pierre a Beauvais, che avrebbe dovuto superare in altezza tutte le altre chiese francesi con navate di 47 m (rapporto altezza e larghezza di 3,4:1), non fu mai portata a termine a causa del sopraggiungere di gravi problemi di natura statica.
Un'ulteriore fase evolutiva dello stile prese avvio dalla metà del XIII secolo e coincise con un assottigliamento di tutte le strutture (Sainte-Chapelle a Parigi). Il tardo gotico francese o Gotico fiammeggiante si sviluppò solo nel XV secolo e lasciò tracce significative anche in alcuni edifici civili a Rouen e Bourges.
Parallelamente alla costruzione delle grandi cattedrali, in Francia sorsero numerosi castelli, tutti inizialmente caratterizzati da mastio o dongione.
Con l'evoluzione dei sistemi fortificati, dovuti alle esperienze fatte durante le crociate, comparvero i primi nuclei regolari, delimitati da torri angolari. Nel corso del Quattrocento, i castelli lasciarono il posto alle magioni signorili e di campagna.

## Architettura rinascimentale

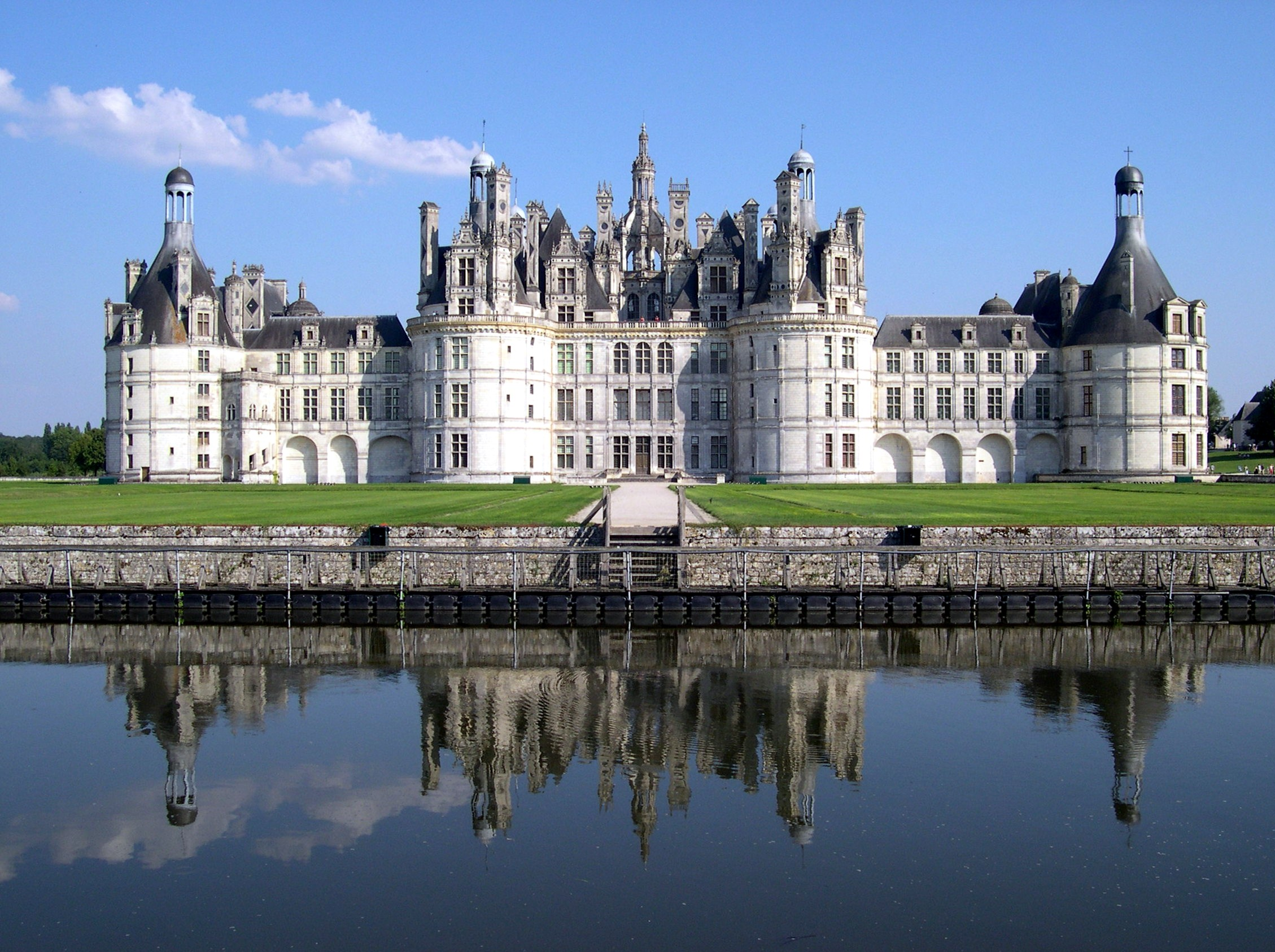
Castello di Chambord

Malgrado alcuni elementi rinascimentali facciano la loro comparsa in Francia già dalla seconda metà del XV secolo, dove furono importati da alcuni artisti italiani (ad esempio a Marsiglia), l'architettura rinascimentale si manifestò prevalentemente nel Cinquecento nella sua variante manierista.
Tuttavia, nella Francia cinquecentesca, i principi più genuini dell'arte italiana non furono mai compresi pienamente, ad eccezione di alcuni edifici di Philibert Delorme.
Infatti, lo stile rinascimentale si limitò al solo apparato decorativo di numerosi castelli, come quelli di Blois, Fontainebleau e Chambord.
Anche il celebre trattatista Sebastiano Serlio operò in Francia, lavorando nel Castello di Ancy-le-Franc, dove introdusse un linguaggio derivato dal Bramante e una planimetria ispirata ad una villa di Giuliano da Maiano.
Proprio all'opera del Serlio si rifece Pierre Lescot per il progetto della Cour Carrée del Louvre.

## Architettura barocca

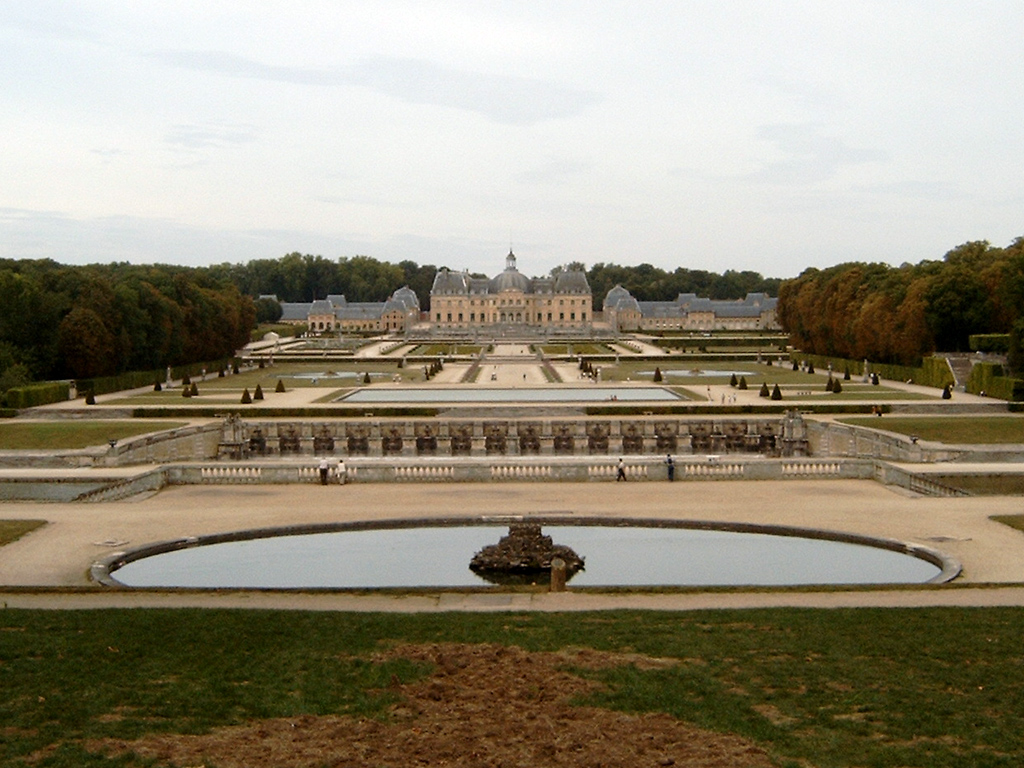
Castello di Vaux-le-Vicomte

In Francia il Barocco fu ripreso attraverso forme derivanti dal Rinascimento e dall'architettura antica, in quello che la critica ha definito come Classicismo barocco.
Dopo un periodo di guerre e tumulti, sotto Enrico IV furono cominciati notevoli interventi urbanistici nella città di Parigi, con la formazione di piazze incentrate attorno alla figura del sovrano (Place Dauphine, Place des Vosges). Ulteriori piazze furono aperte sotto Luigi XIII (Place des Victoires) e Luigi XIV (Place Vendôme). Nel complesso questi nuovi punti focali fecero della capitale francese la controparte laica di Roma, la città santa del Barocco, dove le piazze invece indicavano i principali luoghi sacri della cristianità.
Salomon de Brosse (Palazzo del Parlamento di Bretagna e Palazzo del Lussemburgo) introdusse un linguaggio classico che anticipò quello di François Mansart (autore del Castello di Maisons-Laffitte, dell'ala Orléans del Castello di Blois e, con Jacques Lemercier, della chiesa di Val-de-Grâce).
Sotto Luigi XIV, altro architetto di spicco fu Louis Le Vau (Castello di Vaux-le-Vicomte), in cui si avverte una maggiore predilezione per le curve, sia esterne che interne. A lui subentrarono Jules Hardouin Mansart (Dome des Invalides), e Claude Perrault (facciata est del Louvre, il cui progetto fu preferito a quello del Bernini e altri).
I più importanti architetti dell'epoca parteciparono alla costruzione dell'imponente Reggia di Versailles (dal 1664), commissionata a Le Vau, André Le Nôtre e Charles Le Brun. Verso la fine del secolo, Hardouin Mansart ampliò notevolmente il complesso, innalzando alcuni edifici tra cui spicca l'elegante cappella, che fu d'ispirazione per quella presente nella Reggia di Caserta.

## Architettura del Settecento

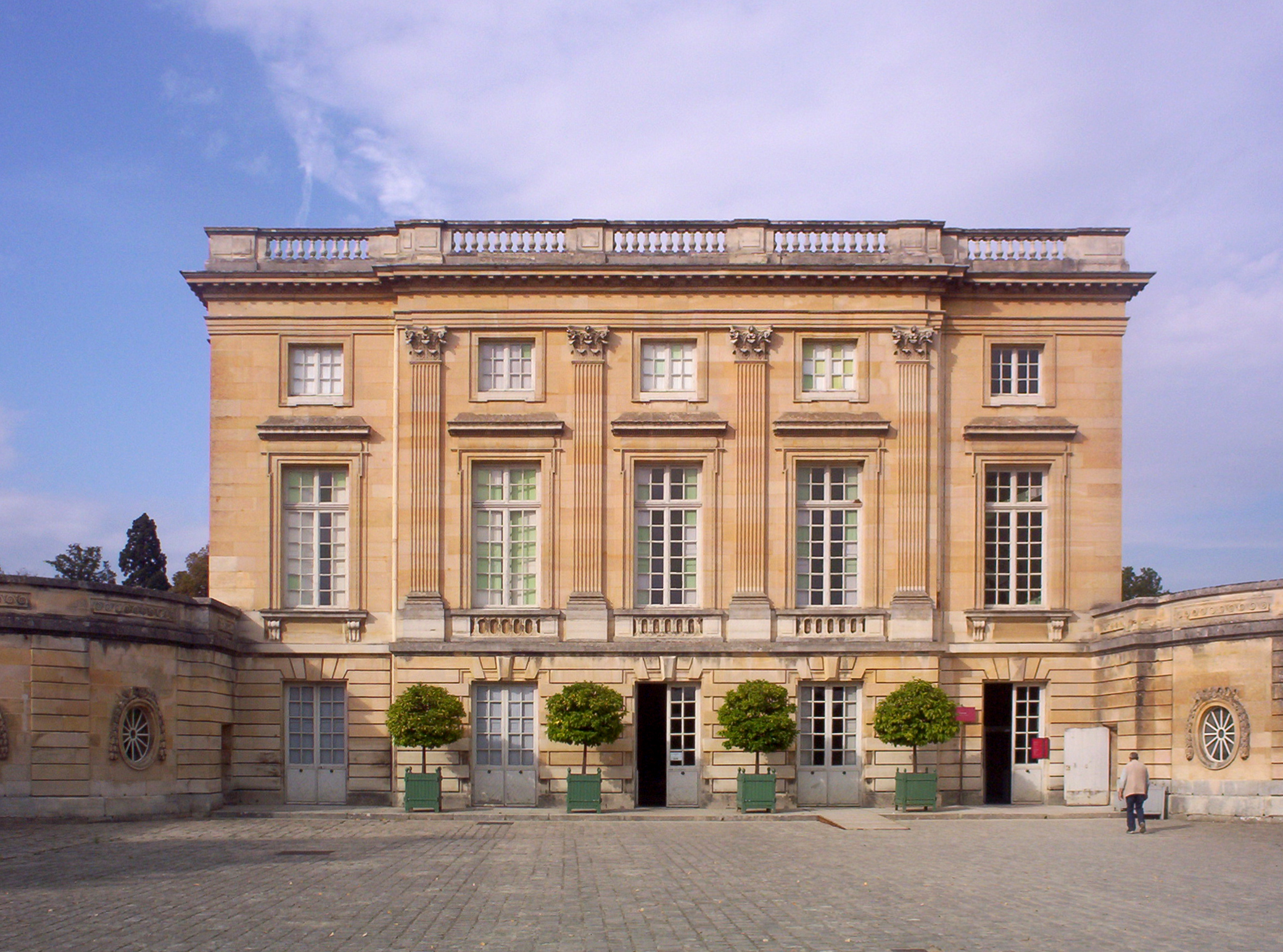
Petit Trianon, Versailles

Il Rococò fu portato in auge da alcuni architetti della scuola di Mansart, ma riguardò soprattutto la decorazione degli interni.
Dalla seconda metà del Settecento la Francia volse al Neoclassicismo con la realizzazione di impianti lucidi e sobri come Place de la Concorde a Parigi e il Petit Trianon di Versailles, entrambi di Ange-Jacques Gabriel.
Le generazione successiva a Gabriel si indirizzò verso un'architettura più classica e severa.
Marie-Joseph Peyre, vincitore di un concorso indetto dall'Accademia di San Luca a Roma, rientrò in Francia e costruì, nei dintorni di Parigi, uno dei primi edifici autenticamente classici. Quindi, con Charles De Wailly, progettò il Teatro dell'Odeon di Parigi (1779-1782), che fu preso a modello da Victor Louis per il Grand Théâtre di Bordeaux.
In Jacques Gondouin, ma soprattutto in Étienne-Louis Boullée e Claude-Nicolas Ledoux si manifestò un crescente interesse per le volumetrie pure, spesso associato a progetti dai forti connotati utopici (Cenotafio di Newton, Saline Reali di Arc-et-Senans ecc.).
Nell'architettura religiosa, una delle prime reazioni al Rococò è la facciata Saint Sulpice, a Parigi di Giovanni Niccolò Servandoni. Altra opera da segnalare è la chiesa di Saint-Philippe-du-Roule (di Jean Chalgrin), con la navata coperta da volta a botte cassettonata.
Tuttavia, la maggior architettura sacra del Settecento francese è il Pantheon, progettato da Jacques-Germain Soufflot e costruito tra il 1757 e il 1791. Inizialmente pensato come una chiesa fu poi trasformato in un mausoleo per la nazione.
L'esterno è preceduto da un pronao e colpisce per la svettante cupola ispirata a quella della cattedrale londinese di San Paolo (e di conseguenza al Tempietto di San Pietro in Montorio a Roma); l'interno, riprende la leggerezza delle cattedrali gotiche, grazie ad un'ardita struttura portante che favorisce la prevalenza dei vuoti sui pieni.

## Architettura dell'Ottocento

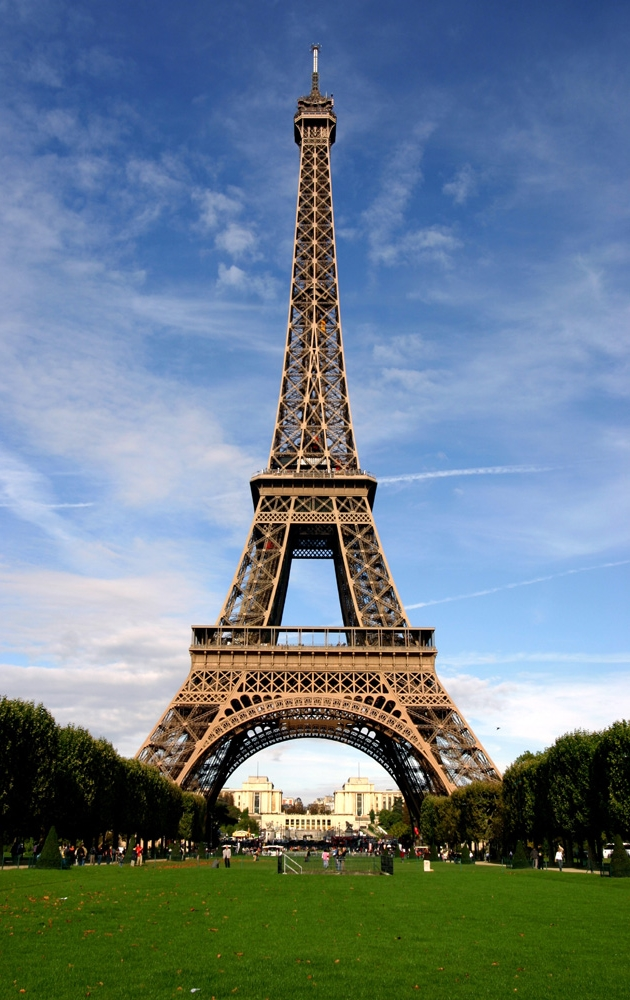
Torre Eiffel, Parigi

L'inizio dell'Ottocento trasformò Parigi nella capitale dell'impero napoleonico. Dal punto di vista formale, l'architettura fu influenzata dalle costruzioni della Roma imperiale ed in parte, dopo la campagna d'Egitto, anche dalle architetture egiziane; i principali architetti che affermarono le nuove tendenze furono Charles Percier e Pierre-François-Léonard Fontaine, autori peraltro delle trasformazioni urbanistiche di Rue de Rivoli.
L'ascesa di Napoleone coincise con la costruzione di opere monumentali, quali: la chiesa della Maddalena, l'Arc de Triomphe, la Borsa di Parigi (di Alexandre-Théodore Brongniart) e la Colonna Vendôme.
Con la fine dell'impero, la figura di riferimento divenne Antoine Chrysostome Quatremère de Quincy, che però causò un irrigidimento dello stile (Palazzo di Giustizia di Lione, di Louis-Pierre Baltard).
Alcune innovazioni furono introdotte da Jakob Ignaz Hittorff, sostenitore della teoria secondo la quale l'architettura greca doveva essere ricca di colore: la sua chiesa di San Vincenzo de' Paoli, a Parigi, mostra una navata con colonne color albicocca, pareti affrescate e capriate dipinte e dorate.
Con la caduta di Napoleone si affermò anche il Neogotico. Tuttavia la produzione architettonica risulta assai limitata, relegando questo stile soprattutto alla costruzione di chiese e ai restauri dei monumenti medievali portati avanti da Viollet-Le-Duc.
Invece, il Neorinascimento si concretizzò in un ritorno allo stile francese dei secoli XVI e XVII (ricostruzione dell'Hôtel de Ville di Parigi, completamento del Louvre), che ebbe notevole fortuna anche negli Stati Uniti d'America.
Nella seconda metà dell'Ottocento, il Neobarocco raggiunse la massima espressione sotto l'impero di Napoleone III con il Teatro dell'Opera di Parigi, costruito da Charles Garnier sullo sfondo delle trasformazioni urbanistiche promosse dal barone Haussmann.
Al Neoromanico, con influssi bizantini, è riconducibile la basilica parigina del Sacré-Cœur, di Paul Abadie; la riscoperta di questo stile gettò le premesse per l'architettura di Henry Hobson Richardson negli Stati Uniti.
Nel medesimo periodo fecero la loro comparsa diverse strutture in ferro, che trovarono la più celebre espressione nella Torre Eiffel (1889). Precedenti importanti vanno comunque ricercati in numerosi edifici parigini, come la Biblioteca Sainte-Geneviève, la Biblioteca nazionale di Francia, la Gare de Paris Nord e i mercati centrali.
Malgrado queste innovazioni strutturali, l'architettura francese vera e propria di fine secolo non produsse risultati particolarmente significativi.

## Architettura del Novecento

Villa Savoye

La Francia ritrovò la propria strada a cavallo tra Ottocento e Novecento con il Liberty di Hector Guimard e i progetti di Auguste Perret (Théâtre des Champs-Élysées) e Tony Garnier, che aprirono la strada al Razionalismo, anche grazie all'impiego dell'innovativo calcestruzzo armato.
Figura di primo piano di questa fase fu lo svizzero Le Corbusier (Villa Savoye), ma maggiore successo ottennero inizialmente i gusti di derivazione neoclassica.
Al contempo, geniali innovazioni si ebbero in campo ingegneristico, con gli hangar dell'aeroporto di Parigi-Orly (1916, distrutti nel 1944), realizzati su disegno di Eugène Freyssinet, che qui introdusse volte a paraboloide iperbolico.
La ricostruzione dopo la seconda guerra mondiale non dette, in generale, risultati positivi. Infatti, Perret e altri architetti scivolarono nel classicismo, tranne Le Corbusier (Unité d'Habitation a Marsiglia, cappella di Notre-Dame du Haut).
La periferia parigina fu investita da grandi trasformazioni, con risultati contrastanti; vasti quartieri sorsero nella seconda metà degli anni cinquanta e nuove città furono previste lungo la valle della Senna dal piano regolatore del 1964.
Sperimentazioni si ebbero nel campo degli edifici prefabbricati (Jean Prouvé e Bernard Zehrfuss), mentre negli anni settanta, con la costruzione del Centro Georges Pompidou (Renzo Piano e Richard Rogers), l'architettura volse verso l'high-tech.
Altri architetti che hanno operato in Francia tra la fine del XX secolo e l'inizio del nuovo Millennio, sono, ad esempio: Jean Nouvel (Istituto del Mondo Arabo), Norman Foster (Carré d'Art, viadotto di Millau), Gae Aulenti (Gare de Paris Musée d'Orsay) e Richard Meier (Sede centrale dell'emittente TV Canal+).

## Altre immagini

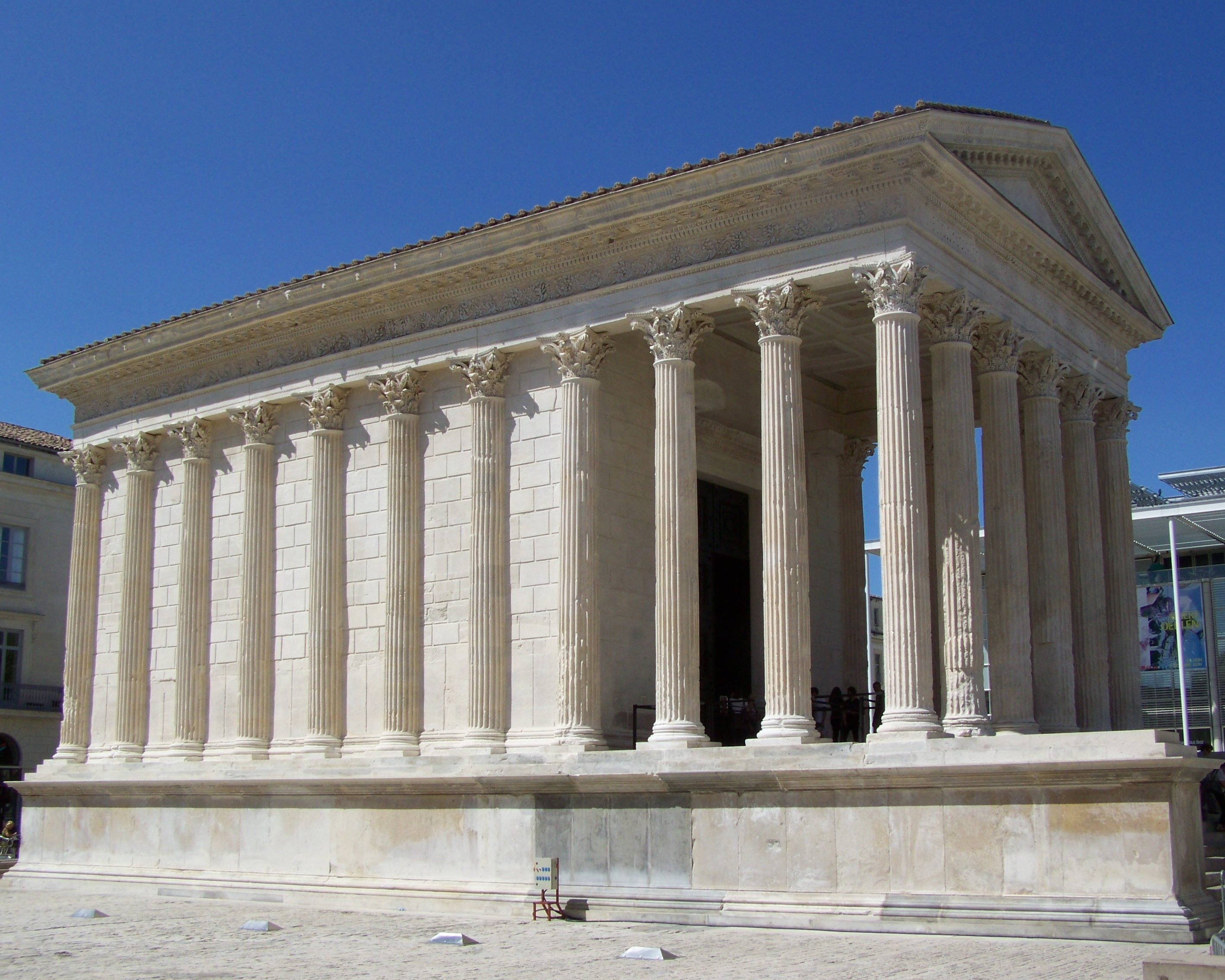
Maison Carrée, Nîmes
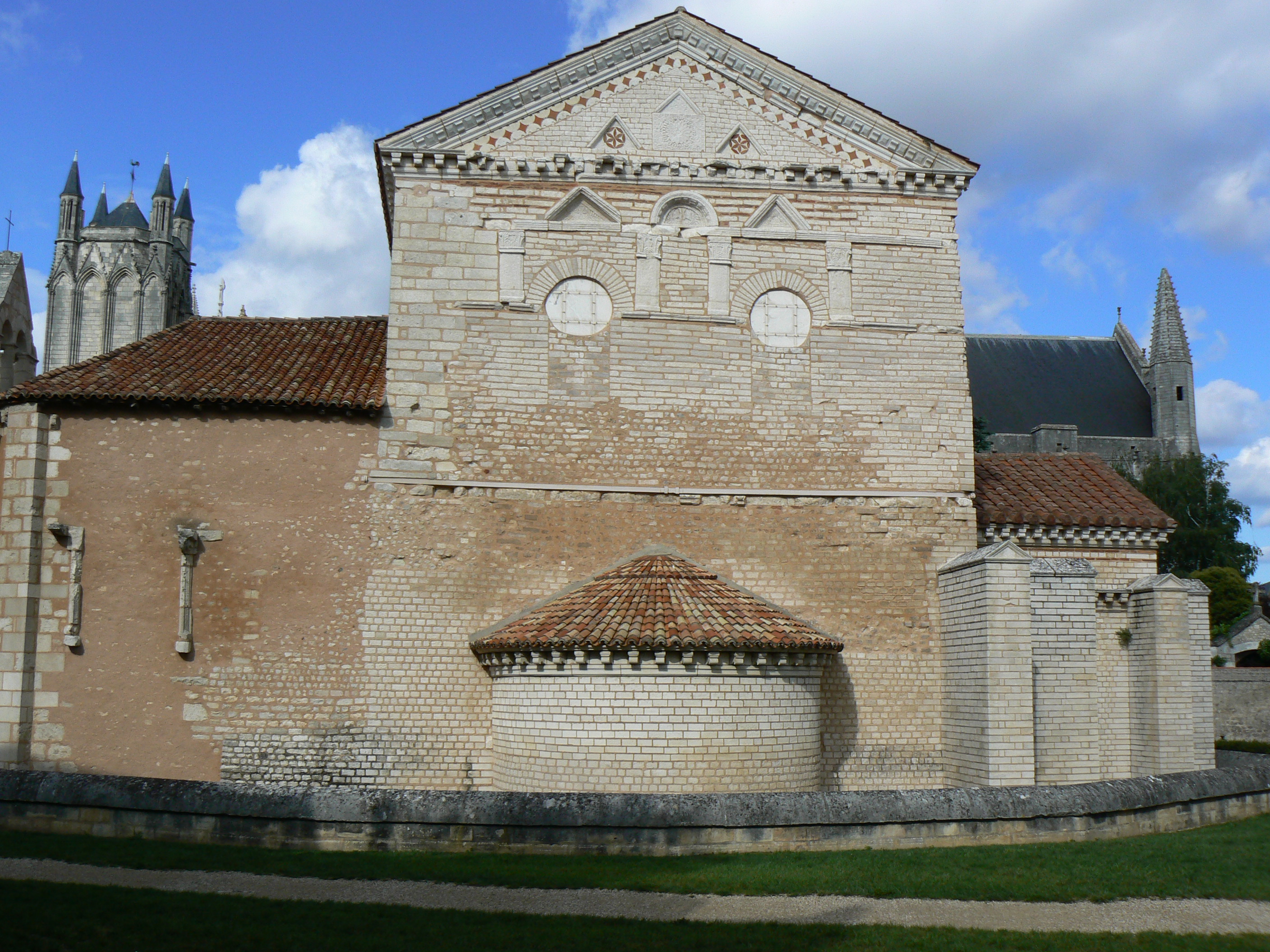
Battistero di San Giovanni, Poitiers
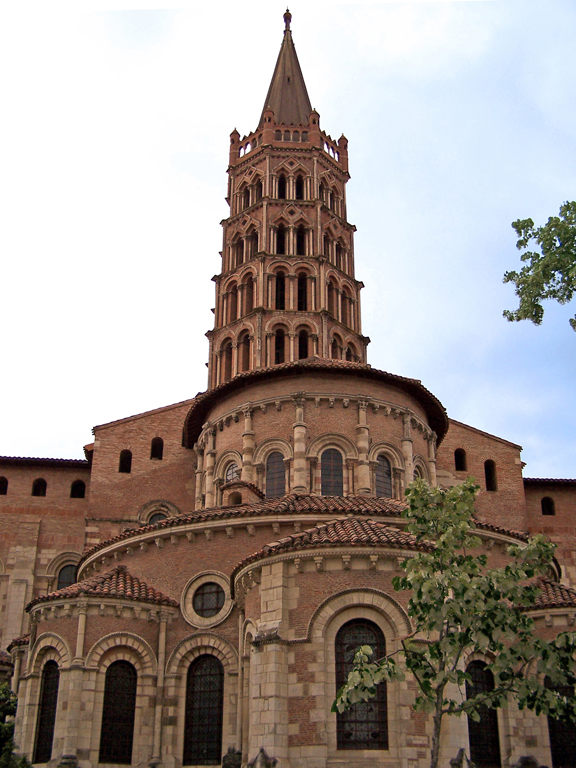
Basilica di Saint-Sernin, Tolosa
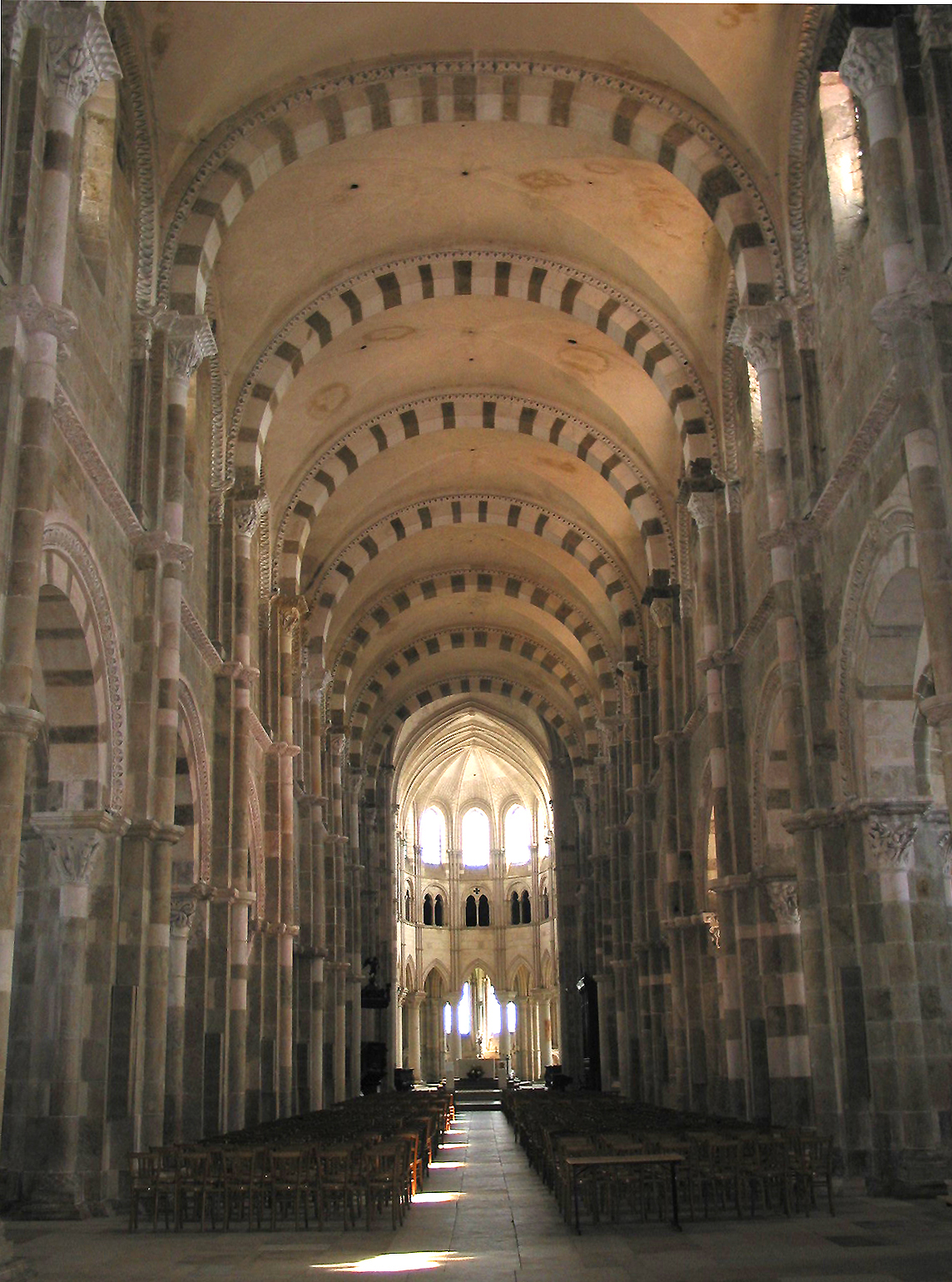
Basilica di Vézelay
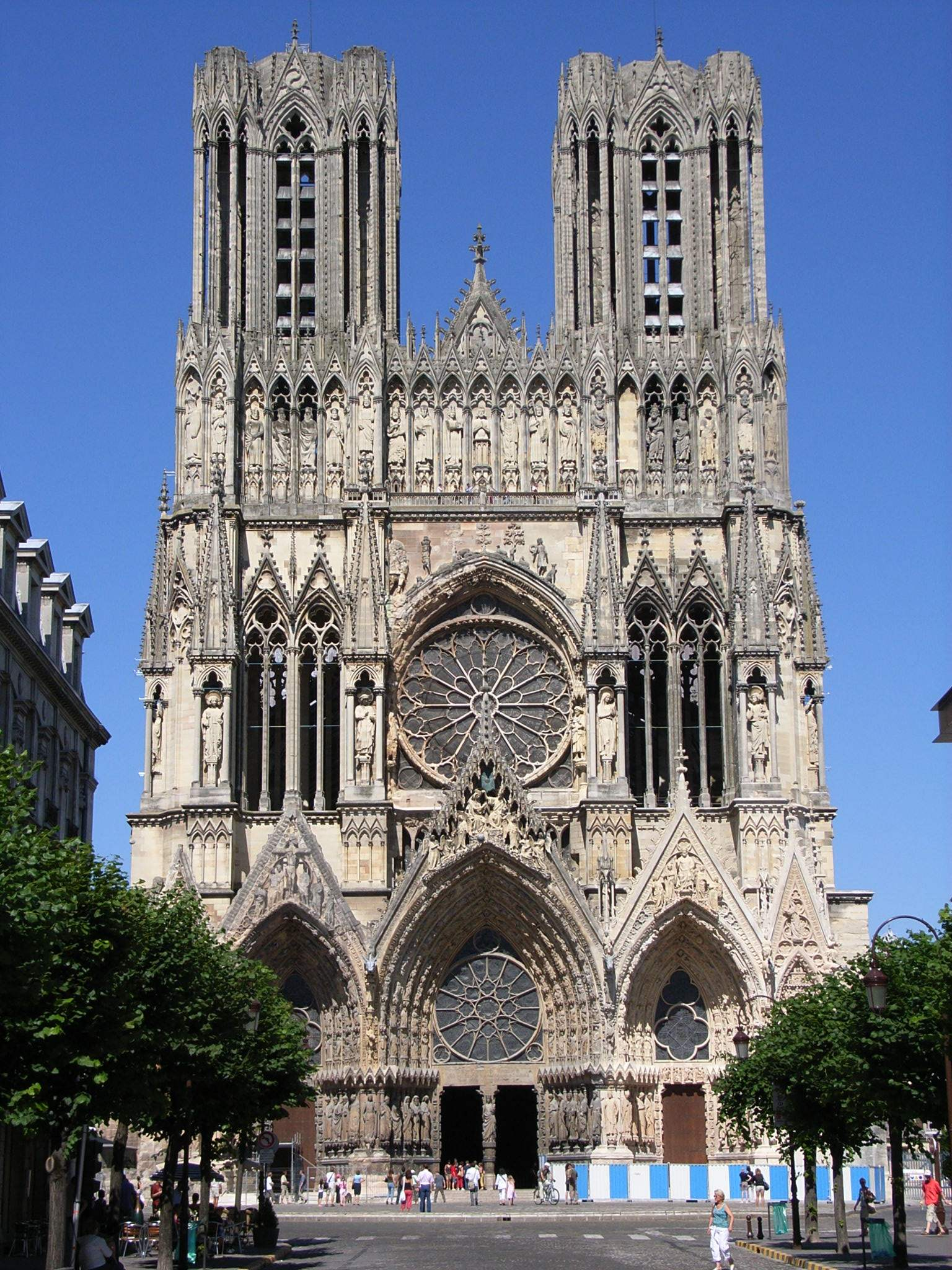
Cattedrale di Notre Dame, Reims
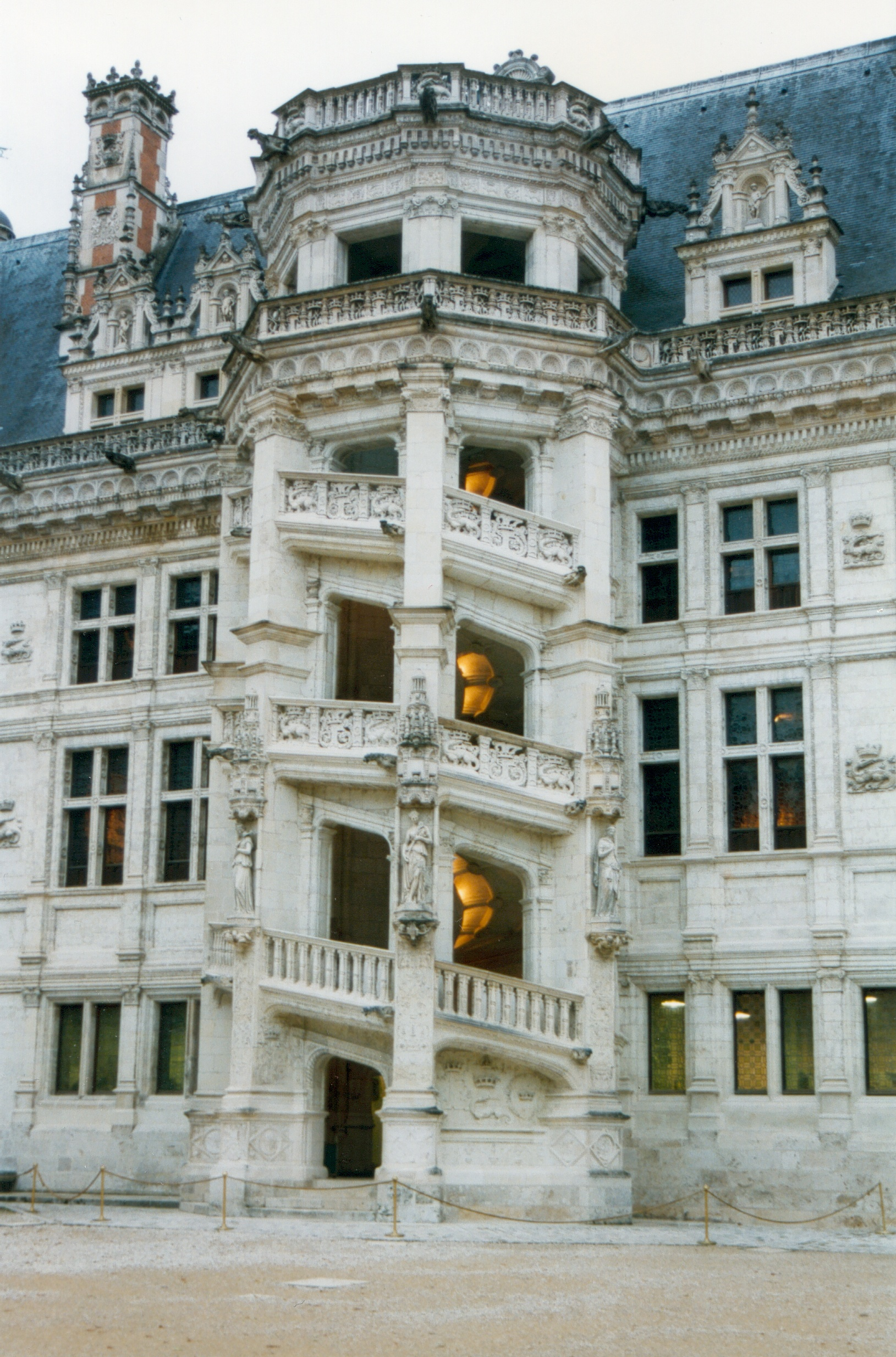
Castello di Blois
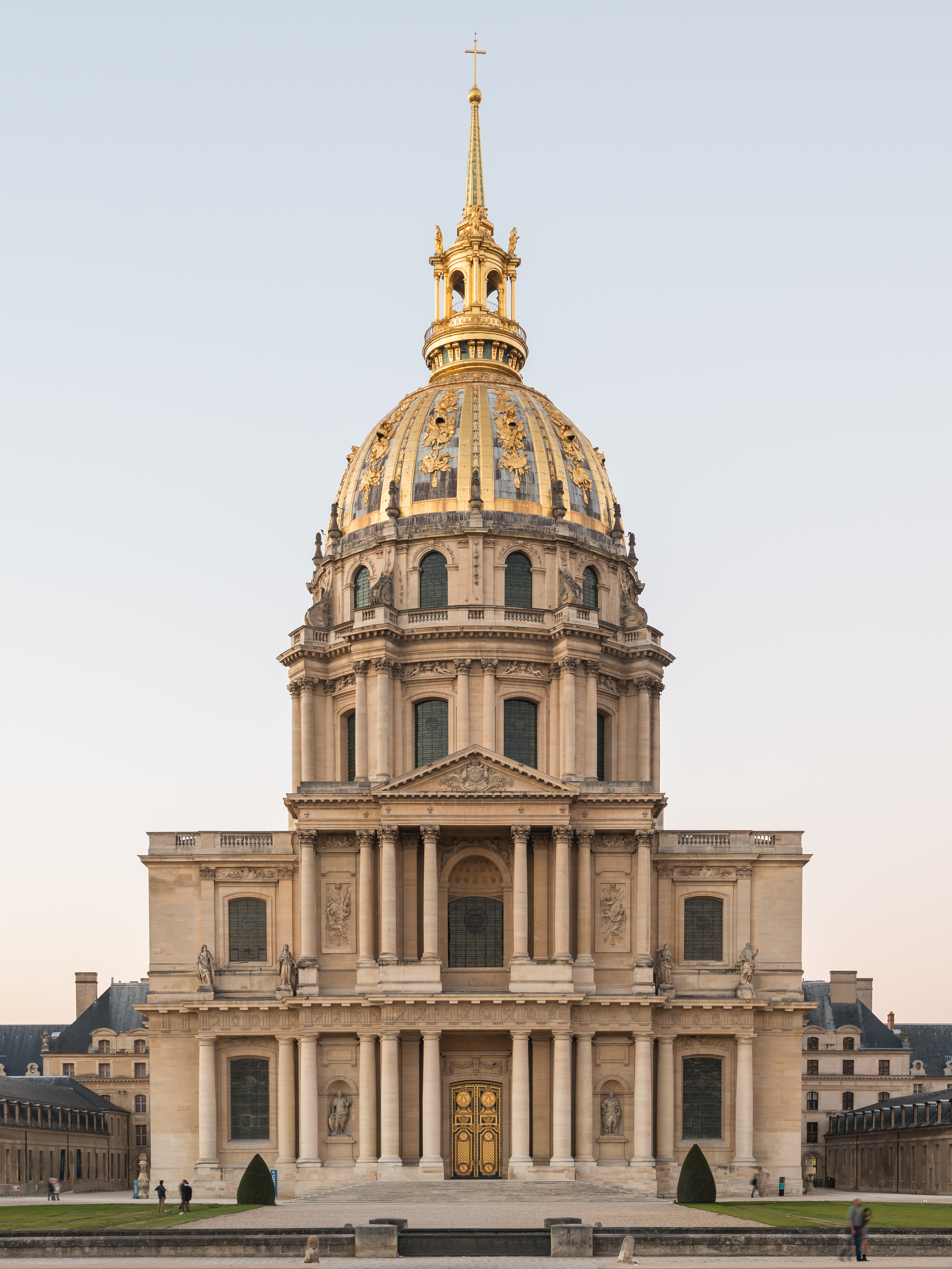
Cappella dell'Hôtel des Invalides, Parigi
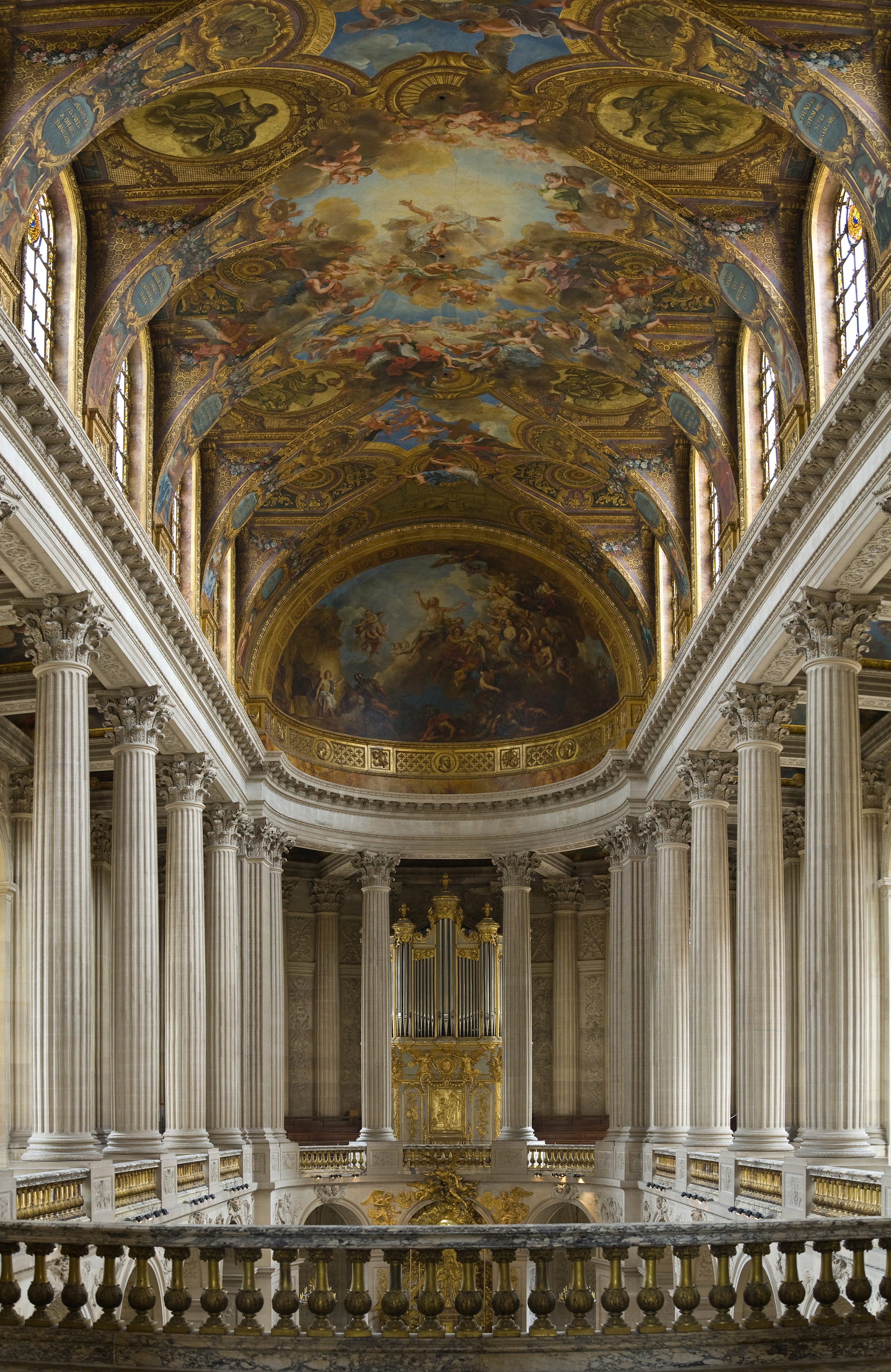
Cappella della Reggia di Versailles
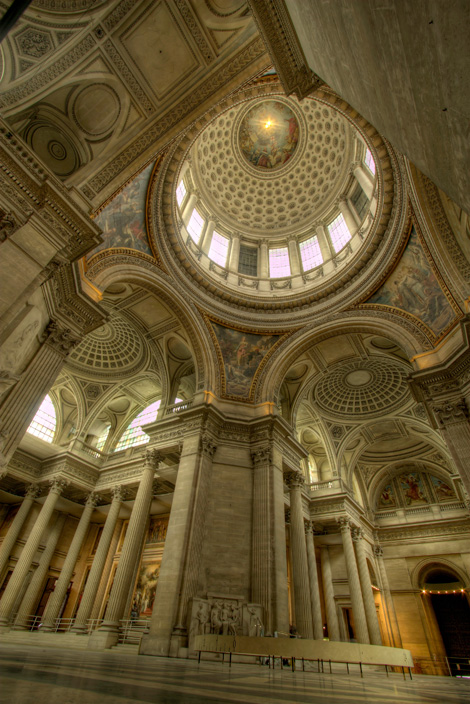
Pantheon, Parigi
Arco di Trionfo, Parigi
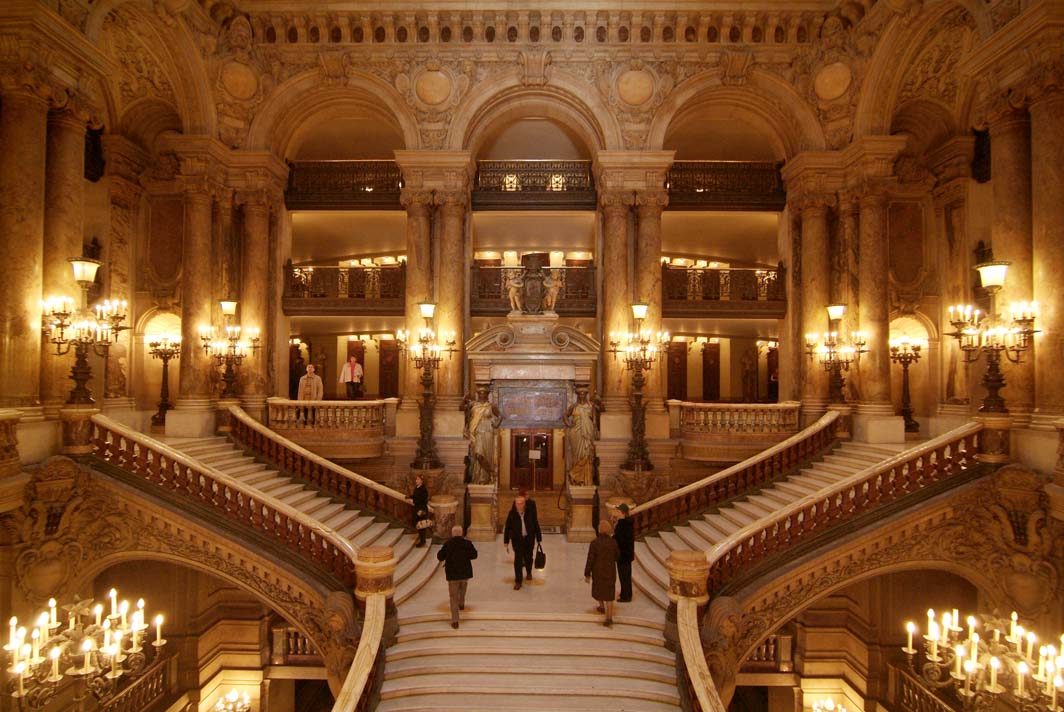
Opéra Garnier, Parigi
Centro Georges Pompidou, Parigi